# 阿兰达人
阿兰达人（Arrernte、Aranda、Arunta、Arrarnta）是一支大洋洲原住民，有四大支系：坦卡人、达拉人、罗阿拉人和乌利巴人。身高中等，肤色深棕，发黑，呈波状，鼻宽、唇厚。分布于澳大利亚中部阿龙塔地区。信仰原始宗教圣物“丘龙加”（Tjurunga）和巫术。英军入侵后人口大量减少。本民族语言已濒于消亡。